# Max Mason
Charles Max Mason, mais conhecido como Max Mason (Madison, 26 de outubro de 1877 — Claremont, 23 de março de 1961) foi um matemático estadunidense.
Foi reitor da Universidade de Chicago (1925–1929) e presidente da Fundação Rockefeller (1929–1936).